# Casa-Grande & Senzala
Casa-Grande e Senzala és un llibre del brasiler Gilberto Freyre publicat l'any 1933, que tracta sobre la formació de la societat brasilera.

## L'obra
L'economia primigènia i la primera expansió territorial del Brasil colonial va basar-se en l'extracció de canya de sucre. En les plantacions o ingenis sucrers hi havia dos grans edificis residencials. La casa-grande, on vivia el propietari de les terres amb la seva família, i la senzala, una edificació d'una sola estança, on vivien amuntegats tots els esclaus que treballaven les terres. La Casa-Grande simbolitza l'home blanc, descendent d'europeus, que aglutina tot el poder. La Senzala fa referència a la classe treballadora d'origen africà, primer esclava i després servil.
Segons Freyre, l'arquitectura de la Casa-Grande era una expressió de la societat patriarcal brasilera. Al llibre, l'autor refuta la idea que el Brasil hagi tingut una «raça inferior» per culpa del mestissatge. De fet, apunta als elements positius d'aquesta barreja entre portuguesos, amerindis i africans. Així, l'eix central del llibre és la separació per raça i classe i el mestissatge.